# 終わりと始まり/Lost Boy
『終わりと始まり/Lost Boy』（おわりとはじまり/ロスト・ボーイ）は、2010年2月17日発売された、SEAMOの13枚目のシングル。

## 解説
- 前作「My ANSWER/不景気なんてぶっとばせ!!」から約6ヶ月ぶりのリリースとなる。
- 価格は通常盤が1,223円、DVD付初回限定生産盤が1,575円となる。
- 通常盤(初回プレス分)には「怪談レストランオリジナルランダムカード(6種類ランダム封入)」が付属。
- 初回限定生産盤には「キミヲワスレナイ feat. AYUSE KOZUE」のPV＋メイキングビデオ映像に加え、「Best Of SEAMO」のジャケット撮影メイキングビデオを収録したDVDと、通常盤(初回プレス分)と同じく「怪談レストランオリジナルランダムカード(6種類ランダム封入)」が付属。

## 収録曲
1. 終わりと始まり (4:36)
作詞：Naoki Takada　作曲：Naoki Takada & Shintaro“Growth”Izutsu　編曲：Shintaro“Growth”Izutsu & Takahito Eguchi
出会いと別れの季節にピッタリの新たなスタートに贈る卒業ソング。
2. Lost Boy (4:04)
作詞：Naoki Takada　作曲：Naoki Takada & Shintaro“Growth”Izutsu　編曲：Shintaro“Growth”Izutsu
テレビ朝日系アニメ『怪談レストラン』主題歌
3. 零-ZERO- (4:09)
作詞：Naoki Takada　作曲：Naoki Takada & Shintaro“Growth”Izutsu　編曲：Shintaro“Growth”Izutsu
テレビ東京系『柔道グランドスラム東京2009』テーマ曲
4. 終わりと始まり (instrumental)
5. Lost Boy (instrumental)
6. 零-ZERO- (instrumental)